# Yoshinori Ohsumi
Yoshinori Ōsumi (Fukuoka, Japón, 9 de febrero de 1945) es un biólogo celular japonés, quien descubrió la existencia de la autofagia en levaduras, utilizando estas últimas para identificar los genes implicados en el proceso en sí. Gracias a este cribado genético cada vez más preciso, ha identificado algunas de las funciones importantes de la autofagia en los procesos fisiológicos humanos. Aún se están investigando otras funciones. Desde 2014 es catedrático (emérito) del Instituto Tecnológico de Tokio. Recibió el Premio Kioto en 2012 y, en 2016, el Premio Nobel de Medicina «por sus descubrimientos sobre los mecanismos de la autofagia».

## Obra

### Publicaciones
- Tsukada, M; Ōsumi, Y (25 de octubre de 1993). «Isolation and characterization of autophagy-defective mutants of Saccharomyces cerevisiae». FEBS Letters 333 (1-2): 169-74. PMID 8224160. doi:10.1016/0014-5793(93)80398-E.
- Mizushima, N; Noda, T; Yoshimori, T; Tanaka, Y; Ishii, T; George, MD; Klionsky, DJ; Ohsumi, M et al. (24 de septiembre de 1998). «A protein conjugation system essential for autophagy». Nature 395 (6700): 395-8. PMID 9759731. doi:10.1038/26506.
- Kabeya, Y.; Mizushima, N.; Ueno, T.; Yamamoto, A.; Kirisako, T.; Noda, T.; Kominami, E.; Ōsumi, Y. et al. (2000). «LC3, a mammalian homologue of yeast Apg8p, is localized in autophagosome membranes after processing». The EMBO Journal 19 (21): 5720-5728. PMC 305793. PMID 11060023. doi:10.1093/emboj/19.21.5720.
- Ichimura, Y; Kirisako, T; Takao, T; Satomi, Y; Shimonishi, Y; Ishihara, N; Mizushima, N; Tanida, I; Kominami, E; Ōsumi, M; Noda, T; Ōsumi, Y (23 de noviembre de 2000). «A ubiquitin-like system mediates protein lipidation». Nature 408 (6811): 488-92. PMID 11100732. doi:10.1038/35044114.
- Ōsumi, Y (marzo de 2001). «Molecular dissection of autophagy: two ubiquitin-like systems». Nature 2 (3): 211-6. PMID 11265251. doi:10.1038/35044114.
- Kuma, A; Hatano, M; Matsui, M; Yamamoto, A; Nakaya, H; Yoshimori, T; Ōsumi, Y; Tokuhisa, T et al. (23 de diciembre de 2004). «The role of autophagy during the early neonatal starvation period». Nature 432 (7020): 1032-6. PMID 15525940. doi:10.1038/nature03029.
- Hanada, T; Noda, NN; Satomi, Y; Ichimura, Y; Fujioka, Y; Takao, T; Inagaki, F; Ohsumi, Y (28 de diciembre de 2007). «The Atg12-Atg5 conjugate has a novel E3-like activity for protein lipidation in autophagy». Journal of Biological Chemistry 282 (52): 37298-302. PMID 17986448. doi:10.1074/jbc.C700195200.